# Thomas Telford
Thomas Telford   (Glendinning, 9 d'agost de 1757 - Westminster, 2 de setembre de 1834) fou un arquitecte i enginyer civil escocès, conegut sobretot com un gran constructor de carreteres, ponts i canals del Regne Unit.

## Els inicis a Shropshire
Aprèn el treball de la pedra des de l'edat de catorze anys. Participa en la construcció de diversos ponts a tot el Regne Unit. A continuació, acabada la seva formació, esdevé inspector dels treballs públics del comtat de Shropshire. L'enginyeria civil era als seus inicis, i Telford s'hi instal·la ja que en tant que arquitecte; en aquest comtat restaura edificis públics, i també alguns monuments històrics.
En tant que inspector del comtat, Telford era també responsable dels ponts. L'any 1790, va construir un pont sobre el riu Severn a Montford, sobre el trajecte de la nova ruta de Londres a Holyhead; el primer d'una quarantena de ponts a tot el Shropshire. El pont de Buildwas va ser el seu primer pont metàl·lic, fortament influït pel molt cèlebre Iron Bridge; així i tot el seu pesava dues vegades menys, per a un pas 10 m més gran.

## Construcció de canals

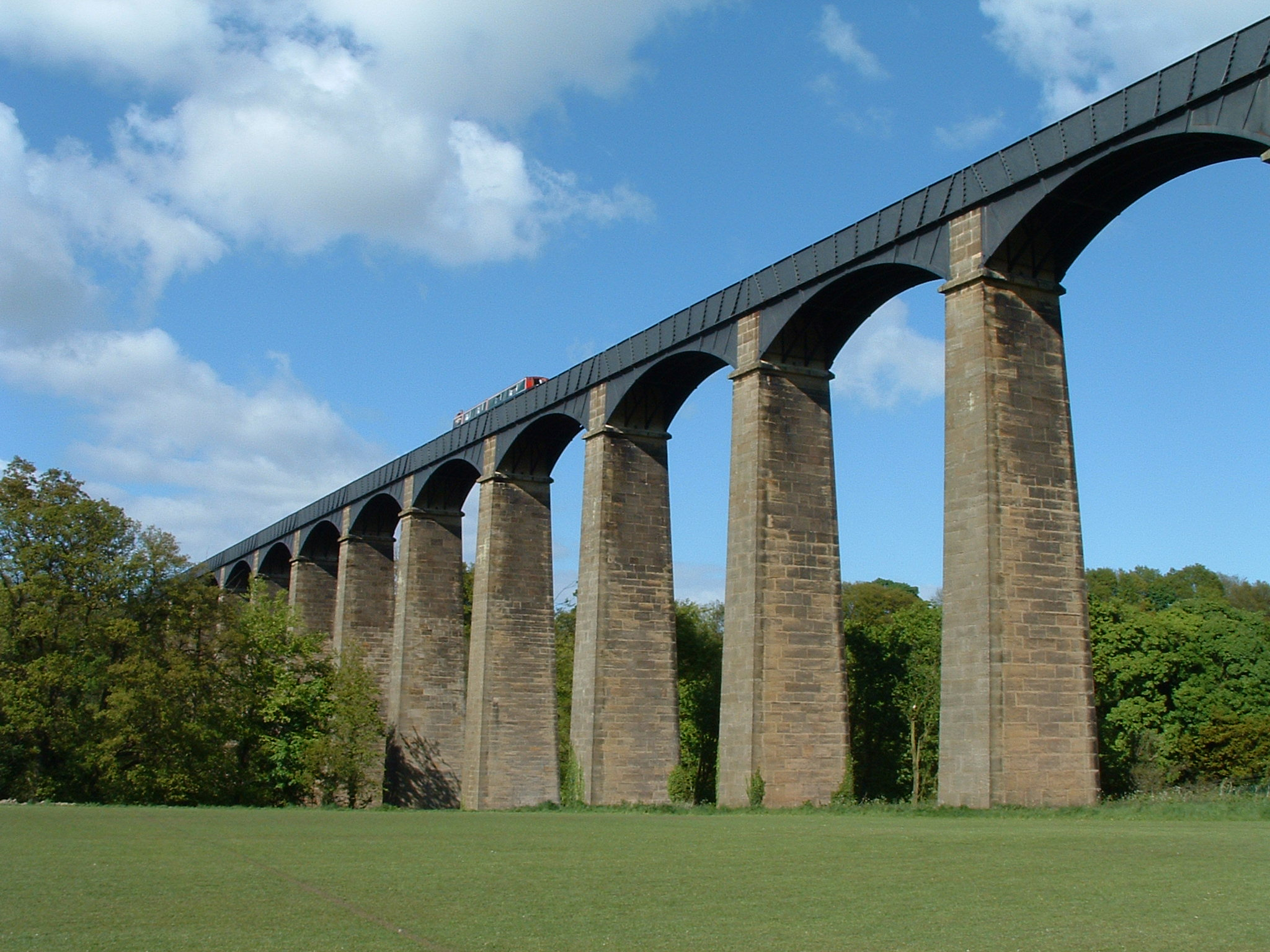
Aqüeducte de Pontcysyllte, 1805.

La reputació dels treballs de Telford al Shropshire va ser tal que se li va confiar a partir del 1793 l'estudi i la construcció del canal d'Ellesmere, que connectava les forges i les mines de carbó de Wrexham al port de Chester, a través de canals ja existents.
Se li deu el cèlebre aqüeducte de Pontcysyllte, pont canal sobre el riu Dee, a la vall de Llangollen, on Telford experimenta un nou mètode de canal de ferro colat segellat sobre pilars d'obra.
Durant el mateix període, Telford va participar també en l'estudi i la construcció del canal de Shrewsbury, que va acabar.

## Un enginyer molt sol·licitat
El canal d'Ellesmere va quedar acabat l'any 1805, i durant tota la seva carrera, Telford va ser consultat; per exemple, per a la xarxa dels canals de Liverpool, o també en el moment de la reconstrucció del pont de Londres l'any 1800.
A partir del 1801, Telford es va posar a treballar sobre un vast pla de desenvolupament de les comunicacions a Escòcia, inclosos canals, entre ells el Caledonian Canal, un conjunt de 900 milles de noves rutes, un centenar de ponts, la disposició de ports com el d'Aberdeen o Dundee, i fins i tot 32 esglésies.
Telford va ser consultat l'any 1806 pel rei de Suècia per a la construcció d'un canal entre Göteborg i Estocolm. Els seus plans van ser aprovats, i el treball d'excavació del canal Göta va començar l'any 1810.

## El "colós de les carreteres"

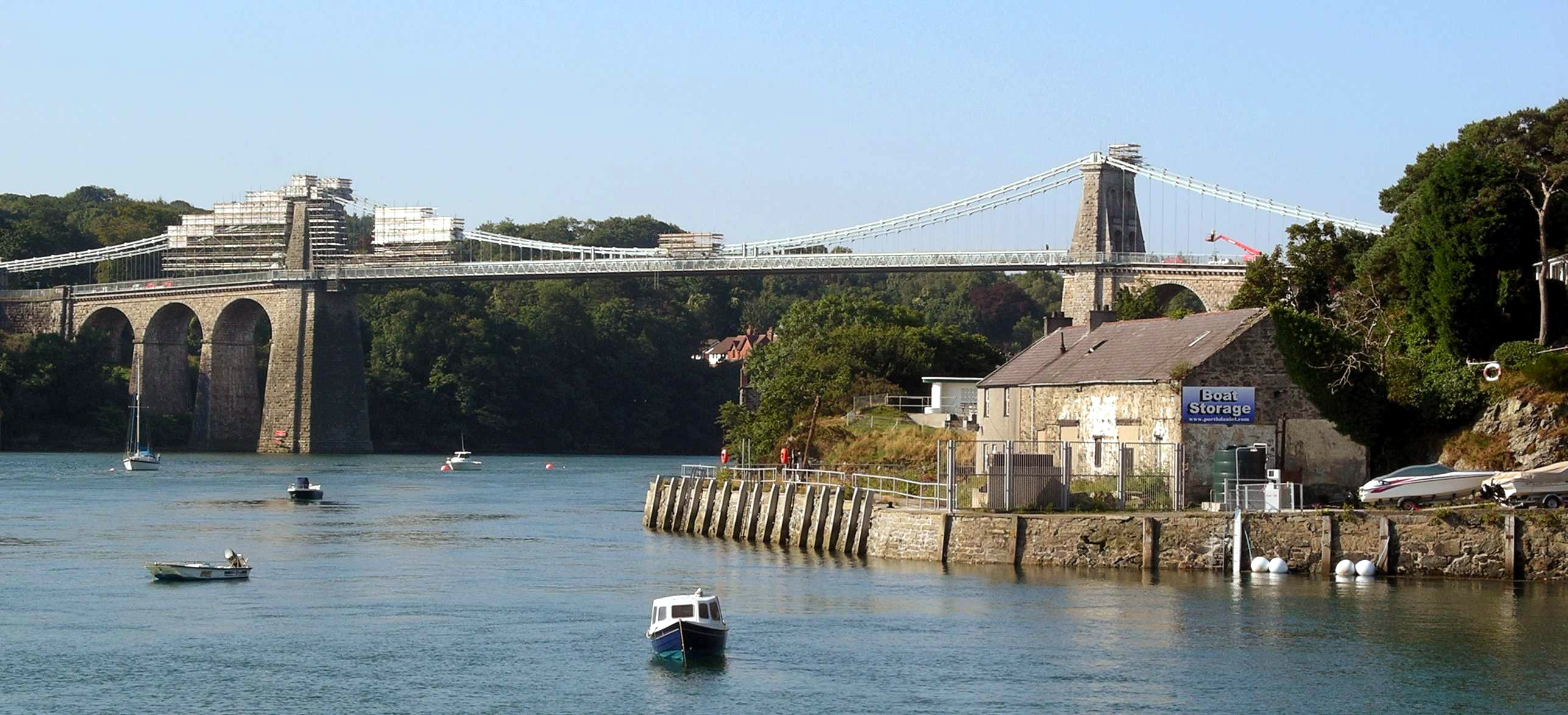
El pont suspès de l'estret de Menai, 1826.

Comença llavors un període en el qual Telford fou encarregat de reconstruir o de dibuixar gran quantitat de carreteres, començant per la que es coneix avui sota el nom d'A5, que enllaça Londres amb Holyhead passant per Shrewsbury. Es van construir ponts al llarg d'aquest camí i en els seus voltants, com el famós pont suspès de Conwy, i aviat, però d'una altra amplitud, el no menys cèlebre pont suspès de Menai, que connecta l'illa d'Anglesey amb la terra ferma.
És així com es va guanyar el sobrenom de "El colós de les carreteres" (en anglès, The Colossus of Roads), que li va posar el seu amic el poeta Robert Southey.

## La maduresa i la glòria
Telford va portar encara la construcció de les dàrsenes de "St Katharine", prop de Tower Bridge, a Londres, l'any 1824-28, així com el "Gloucester and Sharpness Canal", el segon túnel "Harecastle" sobre el "Trent and Mersey Canal" (1827), i el "Birmingham and Liverpool Junction Canal" (1826-1835).
L'any 1820, Telford va assumir la presidència de l'Institut dels Enginyers Civils (Institution of Civil Engineers), lloc que va conservar fins a la seva mort l'any 1834. Va ser enterrat a l'abadia de Westminster.

## Ponts dissenyats per Telford
Thomas Telford va dissenyar una gran quantitat de ponts durante la seva carrera, alguns d'ells són:
- Pont Bannockburn
- Pont Bewdley (1798)
- Pont Bonar (1802)
- Pont a Bridgnorth (1810)
- Pont Broomielaw a Glasgow (1816)
- Pont a Buildwas (1796)
- Pont Cantlop (1820)
- Aqüeducte de Chirk (1801)
- Pont Clachan (1792)
- Pont penjant de Conwy (1826)
- Pont de Cound (1797)
- Pont Craigellachie (1815)
- Pont Dean Village, Edimburg (1831)
- Pont Dunkeld (1809)
- Pont Aldford (1824)
- Pont Galton (1829)
- Aqüeducte Glen Loy sobre el Canal Caledonian (1806)
- Pont Holt Fleet (1827)
- Proposta pel London Bridge
- Aqüeducte de Longdon-on-Tern (1796)
- Pont penjant de Menai (1826)
- Pont Montford (1792)
- Pont Mythe (1826)
- Pont Over (1827)
- Aqüeducte de Pontcysyllte (1805)
- Pont Potarch
- Pont Telford (1813)
- Pont Tongland (1808)
- Pont Waterloo (1815)

## El nom de Telford al món
Telford ha donat el seu nom a una ciutat nova fundada l'any 1968 al Shropshire, i a diverses institucions universitàries.
Telford ha donat també el seu nom, l'any 1857, a una ciutat de Pennsilvània.
Un col·legi d'Escòcia va agafar-ne també el nom, l"Edinburgh's Telford College".